# Gentsche Volksbank
De Gentsche Volksbank (1866 - 1905) was de eerste coöperatieve vereniging in Gent.

## Geschiedenis
In 1866 stichtte Gustave Rolin-Jaequemyns de volksbank om huishoudelijke en beroepsmatige kredieten te verstrekken aan haar leden (Rolin werd in 1976 minister van Binnenlandse Zaken). Rond 1900 telde de coöperatieve een 2000-tal leden, voornamelijk uit de Gentse middenklasse. Rolin bleef stichtend voorzitter van de coöperatieve tot aan zijn dood in 1902.  Albert Mechelynck, later voorzitter van de Liberale Partij, nam het voorzitterschap over, maar de vereniging werd opgedoekt in 1905.